# King Arthur
King Arthur (prt: Rei Artur; bra: Rei Arthur) é um filme de irlando-britano-estadunidense de 2004, dos gêneros ação, aventura e ficção histórica, dirigido por Antoine Fuqua.

## Sinopse
O filme conta uma história fictícia baseada em dados arqueológicos de que a lenda do Rei Artur teria se originado em uma pessoa real, um comandante romano de nome Lucius Artorius Castus. No filme, que mistura as evidências históricas com elementos das lendas arturianas, Artur e seus Cavaleiros (provenientes de tribos conquistadas pelo Império Romano) enfrentam os saxões, que invadem a Grã-Bretanha quando o império em decadência está se retirando, deixando os habitantes da ilha a mercê dos invasores.
Rei Arthur foca-se nas disputas políticas, a queda do Império Romano do Ocidente, o avanço dos bárbaros saxões, os conflitos religiosos entre cristãos e pagãos e a tentativa desesperada de Arthur em manter a Britânia unida, onde culmina e barbárie desenfreada, afinal tudo era resolvido na espada, com sangue e morte.

## Elenco
| Ator              | Personagem      |
| ----------------- | --------------- |
| Clive Owen        | Artur           |
| Ioan Gruffudd     | Lancelot        |
| Mads Mikkelsen    | Tristão         |
| Joel Edgerton     | Gawain          |
| Hugh Dancy        | Galahad         |
| Ray Winstone      | Bors            |
| Ray Stevenson     | Dagonet         |
| Keira Knightley   | Guinevere       |
| Stephen Dillane   | Merlin          |
| Stellan Skarsgård | Cerdic          |
| Til Schweiger     | Cynric          |
| Sean Gilder       | Jols            |
| Pat Kinevane      | Horton          |
| Ivano Marescotti  | Bispo Germanius |
| Ken Stott         | Marius Honorius |

## Crítica
King Arthur tem recepção desfavorável por parte da crítica profissional. No Rotten Tomatoes possui Tomatometer de 31% em base de 182 críticas. Por parte da audiência do site a aprovação é de 60%.